# László Disztl
László Disztl, né le 4 juin 1962 à Baja, est un joueur de football international hongrois, qui évoluait comme défenseur latéral droit. Il a été sélectionné 28 fois dans l'équipe nationale hongroise, et a participé à la Coupe du monde 1986, sans toutefois jouer un seul match du tournoi. Il a mis un terme à sa carrière en 1995, et est depuis devenu entraîneur, coachant différentes équipes hongroises.

## Carrière
László Disztl commence sa carrière en 1980 dans son club formateur, le Videoton, où jouait déjà son frère Péter. Il devient un des piliers de l'équipe « historique » du Videoton qui atteint la finale de la Coupe UEFA 1985, battue seulement par le Real Madrid. En 1984, il honore sa première sélection en équipe nationale, et deux ans plus tard, il fait partie de l'équipe hongroise à la Coupe du monde 1986 au Mexique, où la Hongrie ne remporte aucun match. En 1987, il est transféré avec son frère au grand club de la capitale, le Budapest Honvéd. Il y remporte deux titres de champion de Hongrie en 1988 et 1989. Il réalise également le doublé en 1989 en remportant la Coupe de Hongrie.
Après deux saisons à Budapest, László Disztl part pour la Belgique, au FC Bruges. Il s'impose rapidement comme l'arrière droit titulaire de l'équipe, et remporte le titre national dès sa première saison. L'année suivante, il remporte la Coupe de Belgique, et ajoute un nouveau titre de champion de Belgique en 1992 . Il remporte également la Supercoupe de Belgique ces trois années-là. En 1994, ayant perdu sa place de titulaire dans l'équipe brugeoise, il décide de rentrer en Hongrie, et revient au Videoton, renommé à l'époque Parmalat FC. Après un peu moins d'un an, il se blesse gravement et doit mettre un terme à sa carrière professionnelle.
Les responsables du club nomme alors László Disztl responsable logistique du club, poste qu'il occupe pendant deux ans. Pendant cette période, il revient régulièrement en Belgique passer ses diplômes d'entraîneur. En 1997-1998, il entraîne l'équipe première du Videoton, puis doit quitter le club. Il entraîne alors dans différentes équipes hongroises, et revient au Videoton en 2005 s'occuper de l'équipe réserve. En 2008-2009, il est de nouveau nommé entraîneur principal de l'équipe.

### Palmarès
- 2 fois champion de Hongrie en 1988 et en 1989 avec le Budapest Honvéd.
- 1 fois vainqueur de la Coupe de Hongrie en 1989 avec le Budapest Honvéd.
- 2 fois champion de Belgique en 1990 et 1992 avec le FC Bruges.
- 2 fois vainqueur de la Supercoupe de Belgique en 1990 et 1991 avec le FC Bruges.
- 3 fois vainqueur des Matines brugeoises en 1990, 1992 et 1993.

### Matches internationaux
| Date              | Adversaire           | Lieu           | Score | Contexte                           | Remarque |
| ----------------- | -------------------- | -------------- | ----- | ---------------------------------- | -------- |
| 23 mai 1984       | Norvège              | Székesfehérvár | 0-0   | Match amical                       |          |
| 22 août 1984      | Suisse               | Budapest       | 3-0   | Match amical                       | 46e      |
| 16 octobre 1985   | Pays de Galles       | Cardiff        | 3-0   | Match amical                       |          |
| 1er février 1986  | Sélection asiatique  | Doha           | 2-0   | Match amical                       |          |
| 2 février 1986    | Qatar                | Doha           | 3-0   | Match amical                       | 59e      |
| 11 décembre 1988  | Malte                | La Vallette    | 2-2   | Qualifications Coupe du monde 1990 |          |
| 8 mars 1989       | République d'Irlande | Budapest       | 0-0   | Qualifications Coupe du monde 1990 |          |
| 4 avril 1989      | Suisse               | Budapest       | 3-0   | Match amical                       |          |
| 12 avril 1989     | Malte                | Budapest       | 1-1   | Qualifications Coupe du monde 1990 |          |
| 26 avril 1989     | Italie               | Tarente        | 0-4   | Match amical                       |          |
| 4 juin 1989       | République d'Irlande | Dublin         | 0-2   | Qualifications Coupe du monde 1990 |          |
| 6 septembre 1989  | Irlande du Nord      | Belfast        | 2-1   | Qualifications Coupe du monde 1990 |          |
| 28 mai 1990       | Émirats arabes unis  | Nîmes          | 3-0   | Match amical                       |          |
| 2 juin 1990       | Colombie             | Budapest       | 3-1   | Match amical                       |          |
| 12 septembre 1990 | Angleterre           | Londres        | 0-1   | Match amical                       |          |
| 17 octobre 1990   | Italie               | Budapest       | 1-1   | Qualifications Euro 1992           | 16e      |
| 31 octobre 1990   | Chypre               | Budapest       | 4-2   | Qualifications Euro 1992           |          |
| 27 mars 1991      | Espagne              | Santander      | 4-2   | Match amical                       |          |
| 3 avril 1991      | Chypre               | Limassol       | 2-0   | Qualifications Euro 1992           |          |
| 17 avril 1991     | Union soviétique     | Budapest       | 0-1   | Qualifications Euro 1992           |          |
| 1er mai 1991      | Italie               | Salerne        | 1-3   | Qualifications Euro 1992           |          |
| 11 septembre 1991 | République d'Irlande | Győr           | 1-2   | Match amical                       |          |
| 25 septembre 1991 | Union soviétique     | Moscou         | 2-2   | Qualifications Euro 1992           |          |
| 9 octobre 1991    | Belgique             | Székesfehérvár | 0-2   | Match amical                       |          |
| 26 août 1992      | Ukraine              | Nyíregyháza    | 2-1   | Match amical                       |          |
| 9 septembre 1992  | Luxembourg           | Luxembourg     | 3-0   | Qualifications Coupe du monde 1994 |          |
| 11 novembre 1992  | Grèce                | Salonique      | 0-0   | Qualifications Coupe du monde 1994 |          |
| 31 mars 1993      | Grèce                | Budapest       | 0-1   | Qualifications Coupe du monde 1994 | 35e      |